# Atelier de recherche et d'action urbaines
L'Atelier de Recherche et d'Action urbaines, mieux connu sous le nom ARAU, est une association créée en 1969 par différentes personnalités, l'architecte et urbaniste Maurice Culot, le théologien et curé des Marolles, Jacques Van der Biest, le sociologue René Schoonbrodt et le juriste Philippe de Keyser. Son but est de faire en sorte que les enjeux urbains bruxellois soient traités par les pouvoirs publics de manière transparente et globale. À ce titre l'association se réclame de la devise inscrite au fronton de l'hôtel de ville de Verviers : Publicité sauvegarde du peuple.
Depuis sa création, l’ARAU a placé au centre de son travail Bruxelles, Ville et Région, échantillon de la ville européenne et mondiale. L'association travaille au « droit à la ville » pour tous, abordant tous les thèmes qui permettent aux habitants de la ville de participer activement à la vie de la cité. Parmi ceux-ci, on notera le logement, la mobilité, le travail dans la ville, les espaces publics, les institutions, etc.
Présidée depuis sa création jusqu'en 1999 par René Schoonbrodt, un de ses fondateurs, l'association est présidée par Marc Frère depuis 2000.

## Les actions
Après cinquante ans d'existence, l’ARAU constate que les problèmes qui ont justifié sa création restent d'actualité, à savoir l'exode urbain, en particulier des ménages à revenus supérieurs à la médiane, la difficulté à développer des projets de logements destinés aux faibles revenus, la suprématie de la voiture et de son corollaire de nuisances dans l'espace public, le désintérêt pour le patrimoine, la pression externe sur Bruxelles, le chômage des jeunes, la pauvreté...
Pour l'ARAU, la ville doit procurer à tous un cadre de vie propice à l’épanouissement de chacun. L’ARAU porte une vision globale de la ville habitée, présente transversalement dans toutes les actions :
• Analyses, communiqués et conférences de presse ;
• Colloques, à l’instar de l’École urbaine annuelle au printemps;
• Conférences, à l’instar de midis de l'urbanisme ;
• Visites guidées aussi bien pour un public local qu’extérieur ou étranger et pour des groupes que pour un public individuel ;
• Actions de terrain en urbanisme, en particulier à travers la participation aux enquêtes publiques, mais aussi à travers le travail d’accompagnement auprès des particuliers et des habitants organisés collectivement et le travail en réseau avec d’autres groupes ou associations (BRAL, Inter-Environnement Bruxelles, comités d’habitants) ;
• Publications, à l’instar des actes de l’École urbaine, organisée chaque année par l'association ;
• Participation à de nombreux échanges avec des étudiants, des journalistes, des chercheurs, ainsi qu’à des colloques consacrés à la ville, à sa gestion, à la vie urbaine, ses avantages et ses inconvénients : une centaine d’entretiens répertoriés en 2015 ;
• Voyages d’études ou de culture urbaine